# Maoritaucher
Der Maoritaucher (Maori weweia; Poliocephalus rufopectus) ist eine Art der Lappentaucher die endemisch in Neuseeland vorkommt.

## Merkmale
Der Maoritaucher ist in seiner Statur ein typischer Taucher. Das Gefieder ist dunkelbraun, der kleine Kopf trägt zarte silberne Federn. Der Schnabel ist schwarz und spitz und die Augen sind gelb. Er erreicht Größen um 29 cm und ein Gewicht von ca. 250 g. Außerhalb der Brutzeit ist das Gefieder heller und die Weibchen sind im Allgemeinen etwas heller, kleiner und haben einen etwas kürzeren Schnabel als die Männchen.

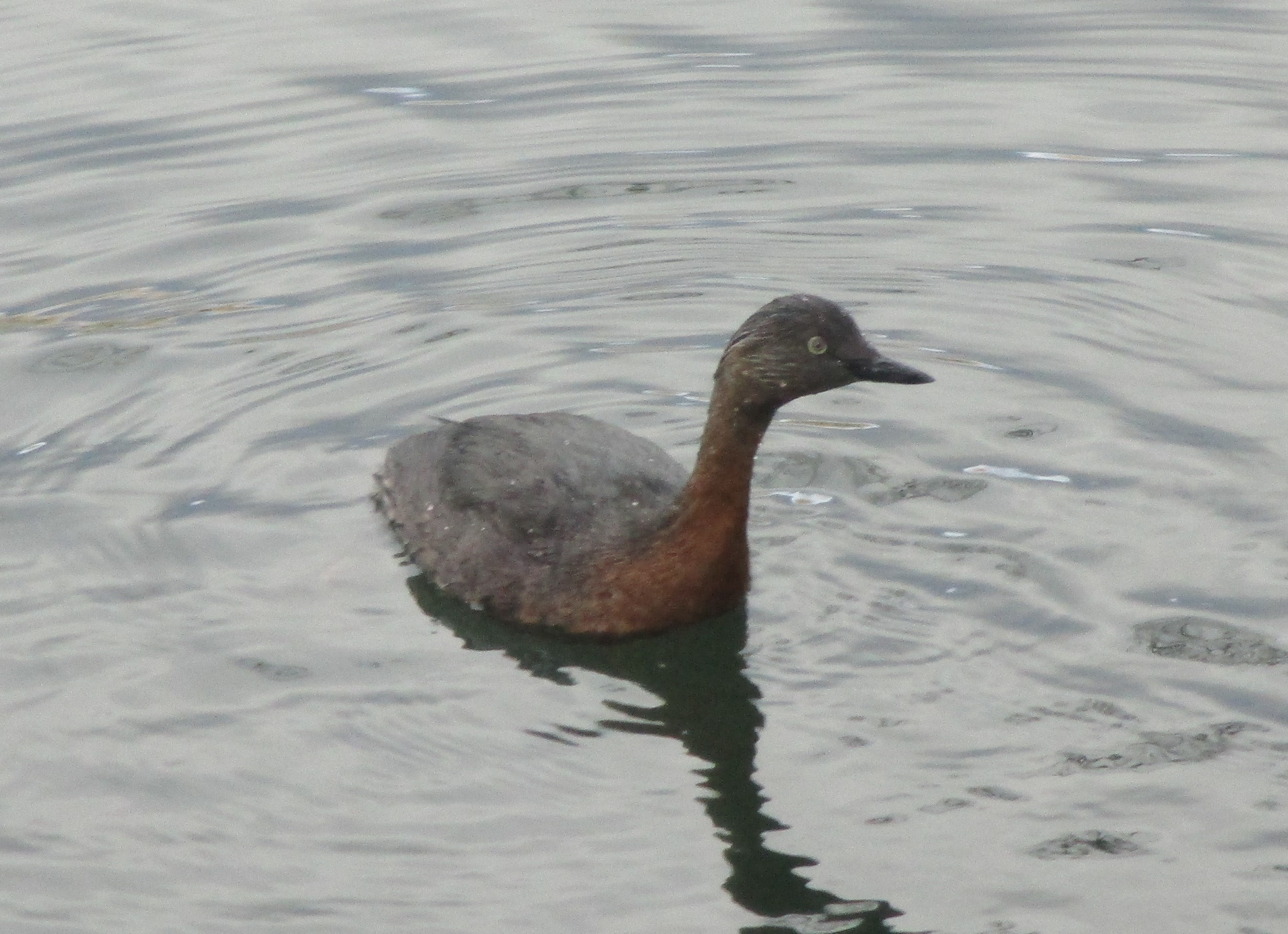
Ausgewachsener Maoritaucher in Western Springs, Auckland

## Verbreitung
Der Maoritaucher bewohnt hauptsächlich flache Süßwasserseen, Teiche und geschützte Buchten. Das Hauptverbreitungsgebiet ist North Island, wo er an den Seen der Westküste von North Cape bis Pukekohe und vom Südlichen Taranaki bis Paraparaumu vorkommt, sowie auf Teichen des Volcanic Plateau, Gisborne, Hawke Bay und Wairarapa. Die Art war früher auch in den Tieflandseen von South Island verbreitet, verschwand aber aus unbekannten Gründen sehr rasch im 19. Jahrhundert. Die letzte regulär verzeichnete Brut in South Island erfolgte 1941. 2012 brütete wieder ein Paar in der Nähe von Takaka.

## Verhalten
Die Süßwasser-Tauchvögel fliegen gewöhnlich nur nachts, während sie den Tag im Wasser verbringen. Bei Gefahr tauchen sie unter oder schwimmen davon. Im Herbst und Winter bilden sie kleine Gruppen. In der Brutzeit sind sie gewöhnlich nur paarweise anzutreffen. Sie verteidigen aggressiv ihre Reviere und nur während der Brutzeit oder im Fall von Gefahr geben sie leise Laute von sich.

### Ernährung
Die Nahrung besteht vor allem aus Wasserinsekten und deren Larven sowie aus Wasserschnecken. gelegentlich erbeuten sie auch Krebstiere und Fische. Sie fangen ihre Beute unter Wasser und fressen sie direkt oder picken sie von der Wasseroberfläche.

### Brut
Die Brutsaison ist von Juni bis März. Durchschnittlich 2–3 Eier werden in einem Nest aus schwimmendem Pflanzenmaterial in der Ufervegetation abgelegt und 22–23 Tage von beiden Elternteilen bebrütet. Die Küken sind Nestflüchter. Sie schwimmen und tauchen, können aber erst nach einigen Wochen fliegen. Beide Elternteile führen und füttern die Küken ungefähr 70 Tage lang. Bis das Erwachsenengefieder voll entwickelt ist, weisen die Jungvögel unregelmäßige Streifen an Kopf und Nacken auf.

## Schutz
Die Art ist endemisch in Neuseeland und nur noch auf North Island verbreitet. 1994 stufte die IUCN die Art als bedroht (endangered) ein, aber aufgrund von Schutzmaßnahmen hat sich die Population erholt und wurde auf 1.900–2.000 Vögel geschätzt. Daher wurde sie 2016 als Near Threatened (Fast Bedroht) eingestuft. Menschliche Einflüsse haben sich sogar positiv ausgewirkt, nachdem Dämme und Wasserreservoirs zusätzliche Lebensräume bieten.

## Einzelbelege
1. 1 2 3 4 5 6 7  Hugh Robertson, Barrie Heather: The Hand Guide to the Birds of New Zealand. Penguin, 1999 (englisch).
2. 1 2 3 4 5 6 7  New Zealand dabchick. In: New Zealand Birds Online. Abgerufen am 12. April 2017 (englisch).
3. 1 2 3 4  Barrie Heather, Hugh Robertson: The Field Guide to the Birds of New Zealand (revised edition). Viking 2005.
4. ↑  S. Marchant, P. J. Higgins (Hrsg.): Handbook of Australian, New Zealand & Antarctic Birds. Volume 1, Ratites to ducks; Part A, Ratites to petrels. Oxford University Press, Melbourne 1990, S. 107 (englisch).
5. 1 2  Andrew Crowe: Which New Zealand Bird? Penguin 2001.
6. ↑   BirdLife International (2015). Poliocephalus rufopectus. IUCN Red List of Threatened Species. Version 2015. International Union for Conservation of Nature.22696592
7. ↑  S. Chambers: Birds of New Zealand - Locality Guide. 3. Auflage. Arun Books, Orewa, New Zealand 2009 (englisch).
8. ↑  Poliocephalus rufopectus (New Zealand Dabchick, New Zealand Grebe). In: www.iucnredlist.org. Abgerufen am 12. April 2017 (englisch).
9. ↑  New Zealand Grebe (Poliocephalus rufopectus) - BirdLife species factsheet. In: datazone.birdlife.org. Abgerufen am 12. April 2017 (englisch).